# Baumgarten bei Gnas
Baumgarten bei Gnas ist eine ehemalige Gemeinde mit 541 Einwohnern (Stand 1. Jänner 2014) im Südosten der Steiermark im Gerichtsbezirk Feldbach bzw. Bezirk Südoststeiermark. Im Rahmen der Gemeindestrukturreform in der Steiermark ist die Gemeinde seit 2015 mit den Gemeinden Aug-Radisch, Gnas, Grabersdorf, Maierdorf, Poppendorf, Raning, Trössing und Unterauersbach zusammengeschlossen,
die neue Gemeinde führt den Namen Marktgemeinde Gnas weiter. Grundlage dafür ist das Steiermärkische Gemeindestrukturreformgesetz – StGsrG.

## Geografie

### Geografische Lage
Baumgarten bei Gnas liegt ca. 31 km südöstlich von Graz und ca. 10 km südwestlich der Bezirkshauptstadt Feldbach im Oststeirischen Hügelland.

### Nachbargemeinden bis Ende 2014
- im Norden: Paldau
- im Osten: Gnas und Kohlberg
- im Süden: Unterauersbach
- im Westen: Sankt Stefan im Rosental

### Gemeindegliederung
Das Gemeindegebiet umfasste folgende drei Ortschaften (in Klammern Einwohnerzahl Stand 1. Jänner 2024):
- Badenbrunn (90)
- Baumgarten (188)
- Wörth (276)

Die Gemeinde bestand aus der einzigen Katastralgemeinde Baumgarten.

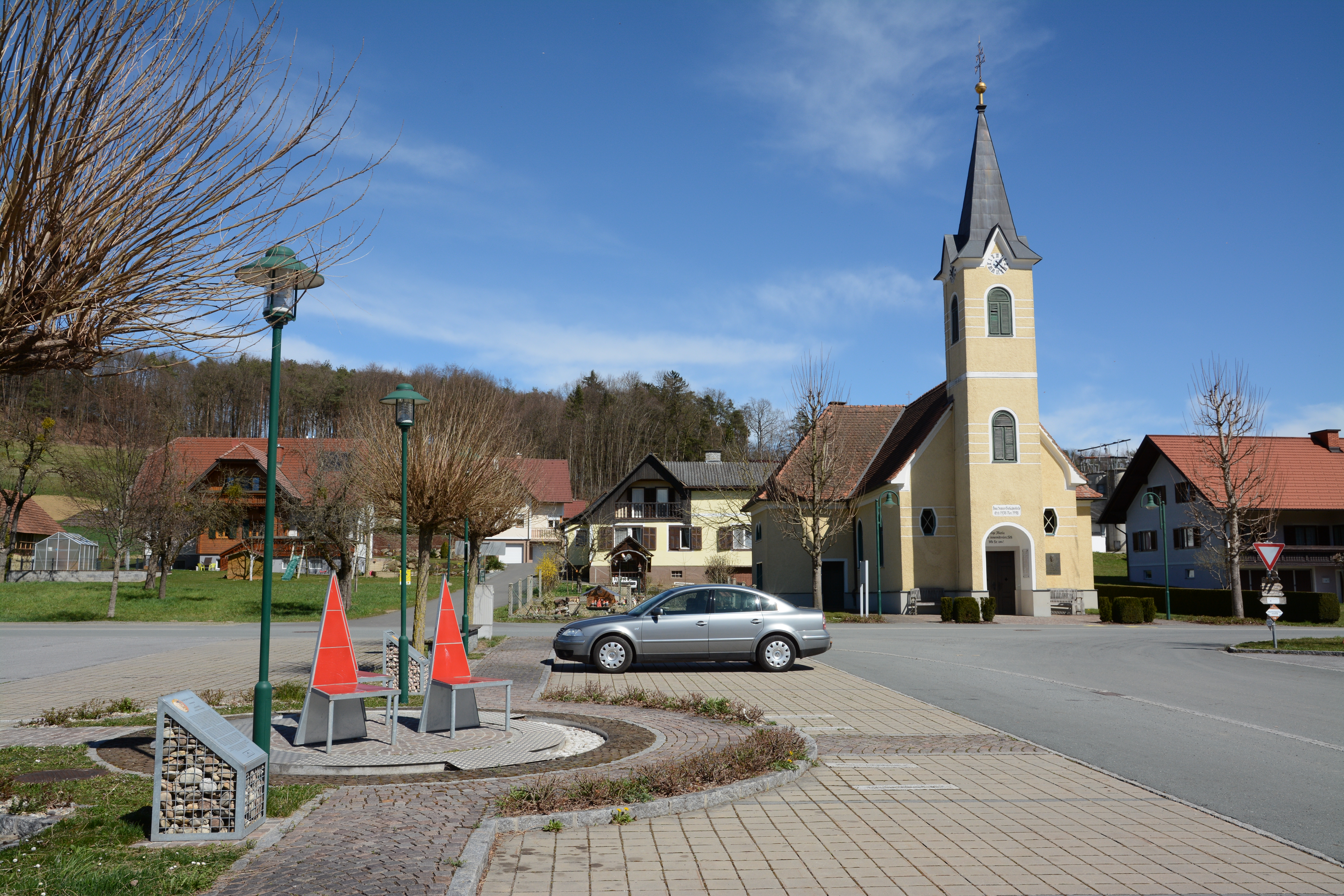
Baumgarten – Wörth

## Politik

### Gemeinderat
Der Gemeinderat bestand aus neun Mitgliedern und setzte sich seit der Gemeinderatswahl 2010 aus Mandaten der folgenden Parteien zusammen:
- 6 ÖVP – stellte Bürgermeister und Vizebürgermeister
- 3 SPÖ

## Persönlichkeiten
- Anna Suppan (1891–1910), Dienstmagd, verehrt als Märtyrerjungfrau[4]

### Ehrenbürger
- 1970 Franz Wohlgemuth († 1983), Geistlicher Rat
- 1975 Josef Hütter († 1997), Geistlicher Rat
- Waltraud Klasnic (* 1945), Landeshauptfrau
- 2013 Adolf Hirschmann (* 1938), Bürgermeister von Baumgarten 1965–1998